# هینترگ
هینترگ (به لاتین: Hinteregg) یک کوه در سوئیس است که در کانتون گراوبوندن واقع شده‌است. هینترگ ۲٬۳۹۶ متر بالاتر از سطح دریا واقع شده‌است.